# Награда Жан Никод
Награда Жан Никод се додјељује сваке године у Паризу, за релевантна истраживања и дјела на пољу филозофије ума и когнитивне науке.
| Година | Име               | Универзитет                                            | Наслов дјела                                                        | Публикација          |
| ------ | ----------------- | ------------------------------------------------------ | ------------------------------------------------------------------- | -------------------- |
| 1993   | Џери Фодор        | Универзитет Руџерс                                     | The Elm and the Expert: Mentalese and Its Semantics                 | . 978-0-262-56093-1. |
| 1994   | Фред Дретске      | Универзитет Станфорд                                   | Naturalizing the Mind                                               | . 978-0-262-54089-6. |
| 1995   | Доналд Дејвидсон  | UC Berkeley                                            | n/a                                                                 | n/a                  |
| 1996   | Ханс Камп         | Унвиерзитет у Штутгарту                                | Thinking and Talking about Things                                   | n/a                  |
| 1997   | Jon Elster        | Универзитет Колумбија                                  | Strong Feelings. Emotion, Addiction, and Human Behavior             | . 978-0-262-05056-2. |
| 1998   | Сусан Кареј       | Универзитет у Њујурку                                  | The Origins of Concepts: Evolution vs Culture                       | n/a                  |
| 1999   | Џон Пери          | Универзитет Станфорд                                   | Knowledge, Possibility, and Consciousness                           | . 978-0-262-16199-2. |
| 2000   | John Searle       | UC Berkeley                                            | Rationality in Action                                               | . 978-0-262-19463-1. |
| 2001   | Данијел Денет     | Université de Tufts                                    | Sweet Dreams. Philosophical Obstacles to a Science of Consciousness | . 978-0-262-04225-3. |
| 2002   | Рут Миликан       | Универзитет у Конектикату                              | Varieties of Meaning                                                | . 978-0-262-13444-6. |
| 2003   | Рај Џакендоф      | Université de Tufts                                    | Mental Structures. Language, Society, Consciousness                 | n/a                  |
| 2004   | Zenon Pylyshyn    | Универзитет Руџерс                                     | Things and Places. How the mind connects with the world             | n/a                  |
| 2005   | Гилберт Харман    | Универзитет Принстон                                   | The Problem of Induction and Statistical Learning Theory            | n/a                  |
| 2006   | Michael Tomasello | Институт еволуционе антропологије, Макс Планк, Лајпциг | Origins of Human Communication                                      | n/a                  |